# Komponist (dokumentarfilm)
Komponist er en dansk dokumentarfilm fra 2014 instrueret af Ida Bach Jessen.

## Handling
Dokumentarfilm om tre anderledes tænkende komponister: Simon Steen-Andersen (vinder af Carl Nielsen-prisen), Henriette Groth og Eva Noer Kondrup. Den ene omdanner Den Sorte Diamants inventar til musikinstrumenter og tilføjer blot en masse gaffertape - og en golfbold. Den anden lader sig blandt andet inspirere af YouTube-videoer og kæmper en brav kamp for at spille det samme musikstykke to gange. Den tredje komponerer efter systemer, hun overfører fra kniplinger - inklusiv de fejl, der er i broderierne. Men alle tre skaber kompositionsmusik, der når magiske skylag og begejstrer både kritikere og publikum. Seerne kommer tæt på deres måde at tænker kreativt i forhold til metode og arbejdsproces.